# 24-те крило спеціальних операцій (США)
24-те крило спеціальних операцій (США) (англ. 24th Special Operations Wing) — військове формування, авіаційне крило сил спеціальних операцій повітряних сил США, які входить до складу Командування спеціальних операцій Повітряних сил США для виконання різнорідних спеціальних операцій.
24-те авіаційне крило ССО веде свою історію від 24-го бойового авіакрила, що перебувало у складі 12-ї повітряної армії з базуванням на авіабазі Говард у Зоні Панамського каналу. 1 листопада 1999 24-те авіакрило було деактивоване у зв'язку з закриттям бази Говард після 82 років перебування американської авіації в Панамі, що базувалася там з 29 березня 1917 року, як 7-ма аероескадрилья.

## Призначення
24-те крило спеціальних операцій військово-повітряних сил призначене для виконання завдань спеціальних операцій: ведення повітряної розвідки районів проведення спеціальних операцій, безпосередня повітряна підтримка ССО при проведенні ними операцій; керування повітряним рухом, наведення бойової й транспортної авіації при проведенні операцій; забезпечення безперебійності управління та зв'язку компонентам ССО під час проведення спеціальних операцій у ворожому середовищі); евакуація та ексфільтрація поранених (хворих, постраждалих) операторів ССО та інших військових у бойових та небойових умовах з поля бою (з місця події) повітряних шляхом (зазвичай вертольотами); всепогодна метеорозвідка.

## Оргштатна структура24-го крила сил спеціальних операцій ВПС
- 720-та група спеціальної тактики, Гарлбарт Філд, Флорида

10-та ескадрилья розвідки погоди
17-та ескадрилья підтримки спецоперацій, Форт Беннінг, Джорджія
21-ша ескадрилья спеціальної тактики, Поуп Філд, Північна Кароліна
22-га ескадрилья спеціальної тактики, Об'єднана база Льюїс-Маккорд, Вашингтон
23-тя ескадрилья спеціальної тактики, Гарлбарт Філд, Флорида
26-та ескадрилья спеціальної тактики, Кеннон, Нью-Мексико
720-та ескадрилья підтримки спецоперацій
- 724-та група спеціальної тактики, Поуп Філд, Північна Кароліна

24-та ескадрилья спеціальної тактики
724-та ескадрилья підтримки спецоперацій
Тренувальна ескадрилья спеціальної тактики, Гарлбарт Філд, Флорида